# Ángela (mujer esclavizada)

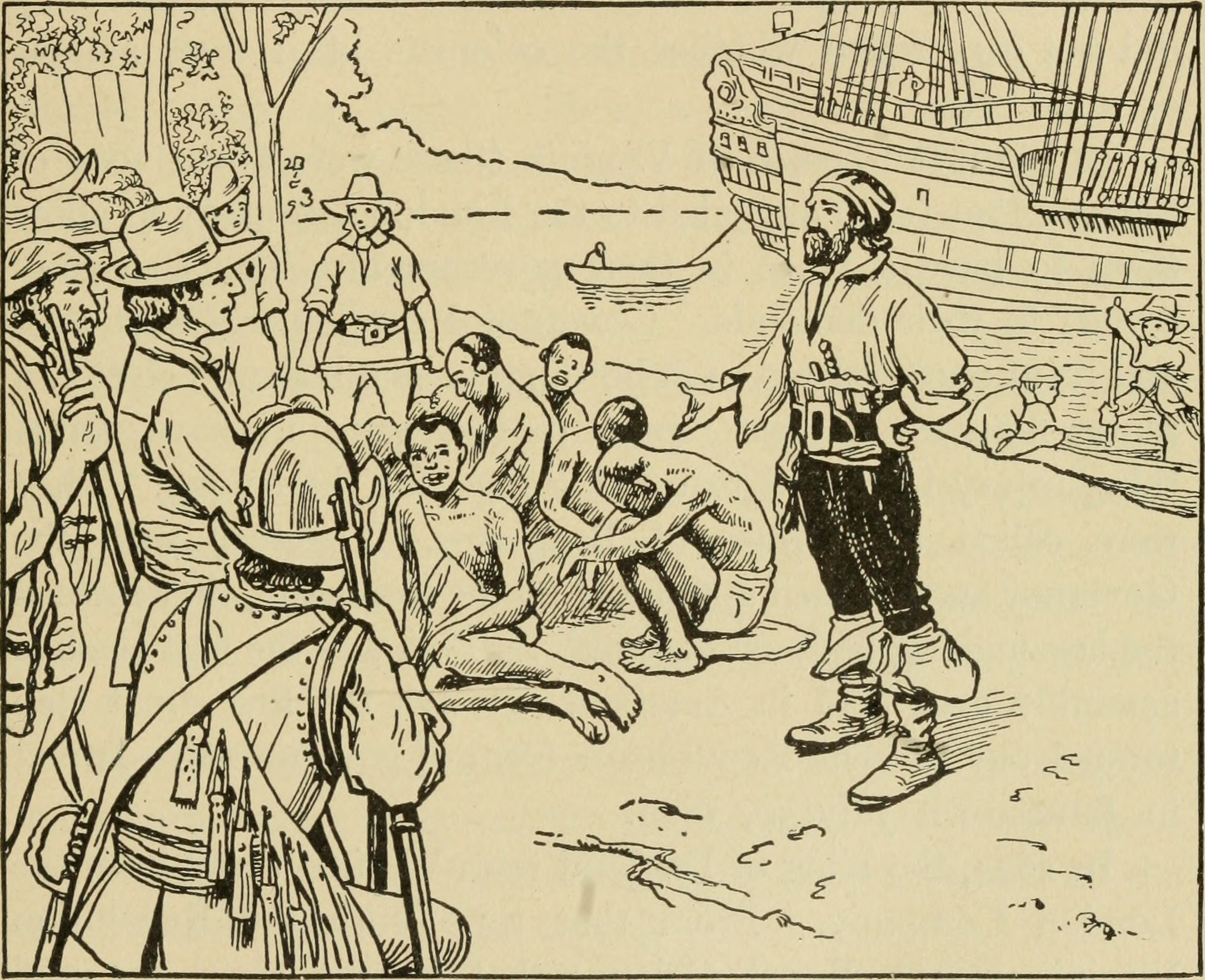
Primeros africanos esclavizados en la colonia de Virginia.

Ángela (fl. 1619–1625), también Ángelo, fue uno de los primeros africanos esclavizados registrados oficialmente en la colonia de Virginia en 1619.

## Primeros años y esclavitud
Se sabe poco sobre los primeros años de vida de Ángela y se desconoce su fecha de nacimiento. Aún así, es probable que naciera en la actual Angola, en lo que entonces era la zona de habla kimbundu del Reino de Ndongo. Probablemente tuvo una educación rural. En 1619, formó parte de un grupo de 350 africanos esclavizados que fueron vendidos a Manuel Mendes da Cunha, capitán del São João Bautista. Este barco tenía como destino Veracruz, y las personas que eran su «carga» debían ser vendidas a plantaciones en el Caribe y más allá.
Durante su travesía por el Atlántico, el São João Bautista fue atacado por el Tesorero y el León Blanco. Estos barcos llevaban una patente de corso que les permitía atacar a los barcos portugueses. Estos barcos robaron muchos angoleños esclavizados, quizás entre 45 y 50, y cambiaron su rumbo a Virginia. Los barcos desembarcaron en Point Comfort a finales de agosto de 1619. El primero en llegar fue el León Blanco, con veinte personas esclavizadas vendidas allí a cambio de comida. Tres o cuatro días después, el Tesorero llegó con un segundo grupo de personas esclavizadas; algunas fueron desembarcadas antes de que el barco huyera, por temor a ser arrestados. De las que fueron desembarcadas, una de ellas probablemente fuera Ángela. Un tal capitán William Peirce la compró. Estos dos grupos de personas esclavizadas han llegado a ser conocidos en el discurso histórico y conmemorativo como los «primeros africanos».

## Vida en Virginia
Después de que William Peirce la comprase, Ángela trabajó para su familia. En 1622, los indígenas locales atacaron la colonia y mataron a 347 de los habitantes; Ángela sobrevivió. El ataque fue seguido por un período de hambruna, al que también sobrevivió Ángela. En 1625, fue incluida en la lista de la Colonia de Virginia como una de los cuatro sirvientes esclavizados por los Peirce y la única persona negra. Después de 1625, Ángela ya no aparece en el registro histórico. Se desconoce la fecha de su muerte.

## Investigación arqueológica
La primera investigación arqueológica en partes de lo que en el siglo XXI se conoce como «El Sitio Ángela» fue realizada por el Cuerpo Civil de Conservación en la década de 1930, muchos de cuyos integrantes eran trabajadores afroamericanos. Entre 2017 y 2019, los arqueólogos del Jamestown Histórico investigaron el sitio donde se encontraba la propiedad de Peirce, para revelar más sobre el tipo de vida que pudieron haber llevado Ángela y otros habitantes tempranos. Se excavaron cuatro conchas de cauri como parte del conjunto del sitio y se las ha interpretado con cautela como conectadas con Ángela.

## Legado
El 18 de agosto de 2019 se conmemoró en Jamestown el 400 aniversario de la llegada de Ángela y otras personas esclavizadas a América. Entre los asistentes había más de doscientas personas, entre ellos miembros locales y nacionales de la Asociación Nacional para el Progreso de las Personas de Color, así como personas de la comunidad ghanesa. Para algunos miembros de la comunidad afroamericana, Ángela, como parte del grupo de los «primeros africanos», es un aspecto importante de su identidad histórica. En el Jamestown Histórico, un intérprete disfrazado representa la historia de Ángela para los visitantes. El Asentamiento Jamestown encargó una nueva obra que también cuenta la historia de Ángela. Una de las conchas de cauri encontradas en 2019 está en exhibición en el Archaearium del Jamestown Histórico. En Fort Monroe se inauguró un monumento en memoria de Ángela.